# Psychotria rufocalyx
Psychotria rufocalyx là một loài thực vật có hoa trong họ Thiến thảo. Loài này được Fosberg miêu tả khoa học đầu tiên năm 1942.